# (558) Кармен
(558) Карме́н (лат. Carmen) — астероид главного пояса, который принадлежит к металлическому спектральному классу M. Он был открыт 9 февраля 1905 года немецким астрономом Максом Вольфом в обсерватории Хайдельберг и назван в честь главной героини одноименной оперы «Кармен» французского композитора Жоржа Бизе.

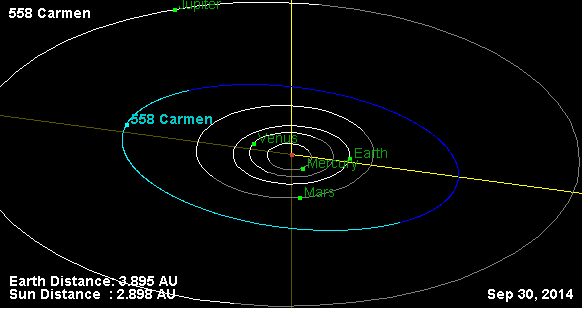
Орбита астероида Кармен и его положение в Солнечной системе